# Justyna Weselak
Justyna Weselak, z d. Sebrala (ur. 3 marca 1976 w Chorzowie) – polska piłkarka ręczna, reprezentantka Polski, występująca jako obrotowa i rozgrywająca.

## Życiorys

### Kariera sportowa
Była zawodniczką Zrywu Chorzów (do 1993), Ruchu Chorzów (1993-2001), Kolportera Kielce (2001-2003), Piotrcovii Piotrków Trybunalski (2003/2004), Zgoda Rudy Śląska (2004-2010), Olimpii-Beskid Nowy Sącz (2010/2011), Finepharmu Polkowice (2011/2012) i MTS Żory od 2013. Najwyższe w lidze uzyskała w sezonie 2005/2006 - czwarte ze Zgodą.
W 1996 została srebrną medalistką akademickich mistrzostw. W reprezentacji Polski seniorek debiutowała w 1997. Wystąpiła na mistrzostwach świata w 1997 (8. miejsce) i mistrzostwach świata w 1999 (11. miejsce) oraz mistrzostwach Europy w 1998 (5. miejsce). Łącznie w latach 1997-2001 zagrała w 78 spotkaniach I reprezentacji, zdobywając 61 bramek.
W 1995 ukończyła IV LO im. M. Skłodowskiej-Curie w Chorzowie, w 2003 uzyskała licencjat na Wszechnicy Świętokrzyskiej w Kielcach. W 2006 uzyskała tytuł magistra oraz trenera II klasy piłki ręcznej na Akademii Wychowania Fizycznego w Katowicach.

## Nagrody
- Nagroda Prezydenta Miasta Chorzów w dziedzinie „Wybitne osiągnięcia sportowe” (1998)